# Stazione di Randers
La stazione di Randers (in danese Randers Banegård) è una stazione ferroviaria a servizio dell'omonima città danese.